# Hans von Marées
Hans von Marées (Elberfeld, 1837. december 24. — Róma, 1887. június 5.)
német grafikus és festő. A modern festészet egyik előfutára.

## Életpályája
Régi francia-holland nemesi család sarjaként látta meg a napvilágot, nagyapja, Karl von Marées (1765–1845), anhalti kamarai elnök 1826-ban nyerte el az anhalt-dessaui nemesi rangot. Atyja, Adolf von Marées (1801–1874) Koblenzben a Porosz Kamara elnöke volt. Anyja Friederike Susmann (1810–1864) a Susmann zsidó nagykereskedő családból származott. Testvére, Georg (1834–1888) porosz alezredes és katonai író lett.
Felsőfokú tanulmányokat a berlini művészeti akadémián folytatott, 1854-ben mestere Carl Steffeck volt, majd Münchenben képezte magát tovább, ahol Liernél és Lenbacnál tanult. Igazi iskolái azonban nem a művészeti akadémiák voltak, hanem Itália, ahova 1864-ben a gazdag Gróf Schack segítségével jutott el, aki megkérte a tehetséges ifjú festőt, hogy másoljon neki képeket az itáliai klasszikusoktól.
1866-ban érkezett Rómába, ahol megismerkedett az ottani fiatal művészekkel, Gróf Schack másik pártfogoltjával, Arnold Böcklin fiatal festővel. Legközelebbi barátságba került Konrad Fiedler német esztétával és Adolf von Hildebrand német szobrásszal. Barátságuk, véleménycseréik mindhármójukra termékenyítőleg hatott. Formálódott Fiedler szenzualista esztétikája és Marées festészetének a képépítés törvényeivel foglalkozó témaköre, a testmodellálás, a térviszonyok értelmezése, a látvány formai elrendezése.
Korai tájképeit és alakos képeit a müncheni iskolában tanult naturalista szellemben készítette (például Diána fürdője). További itáliai tapasztalatai, spanyol, francia és holland útjai eredményeképp túlhaladta az anekdotikus piktúrát. A franciák közül különösen Eugène Delacroix festészete tett rá mély benyomást.

1875-ben végleg Rómában telepedett meg. Kiváló rajzkészsége miatt újságok, könyvek illusztrálását is vállalta. 1873-ban Nápolyban az ottani biológiai intézet falképeinek elkészítésével őt bízták meg. Rómában érte a halál 1887-ben, a római Protestáns temetőben (Cimitero Acattolico) nyugszik.

## Művészete
Mitológiai tárgyú olajfestményein a létszerű nyugalomban ábrázolt aktok térbeli elhelyezése, tiszta formarendszere már a modern konstruáló festészet előhírnökévé avatta. A test és a térviszonyok, a tiszta látvány megszervezése alkotta művészeti törekvéseinek esztétikai alapját.

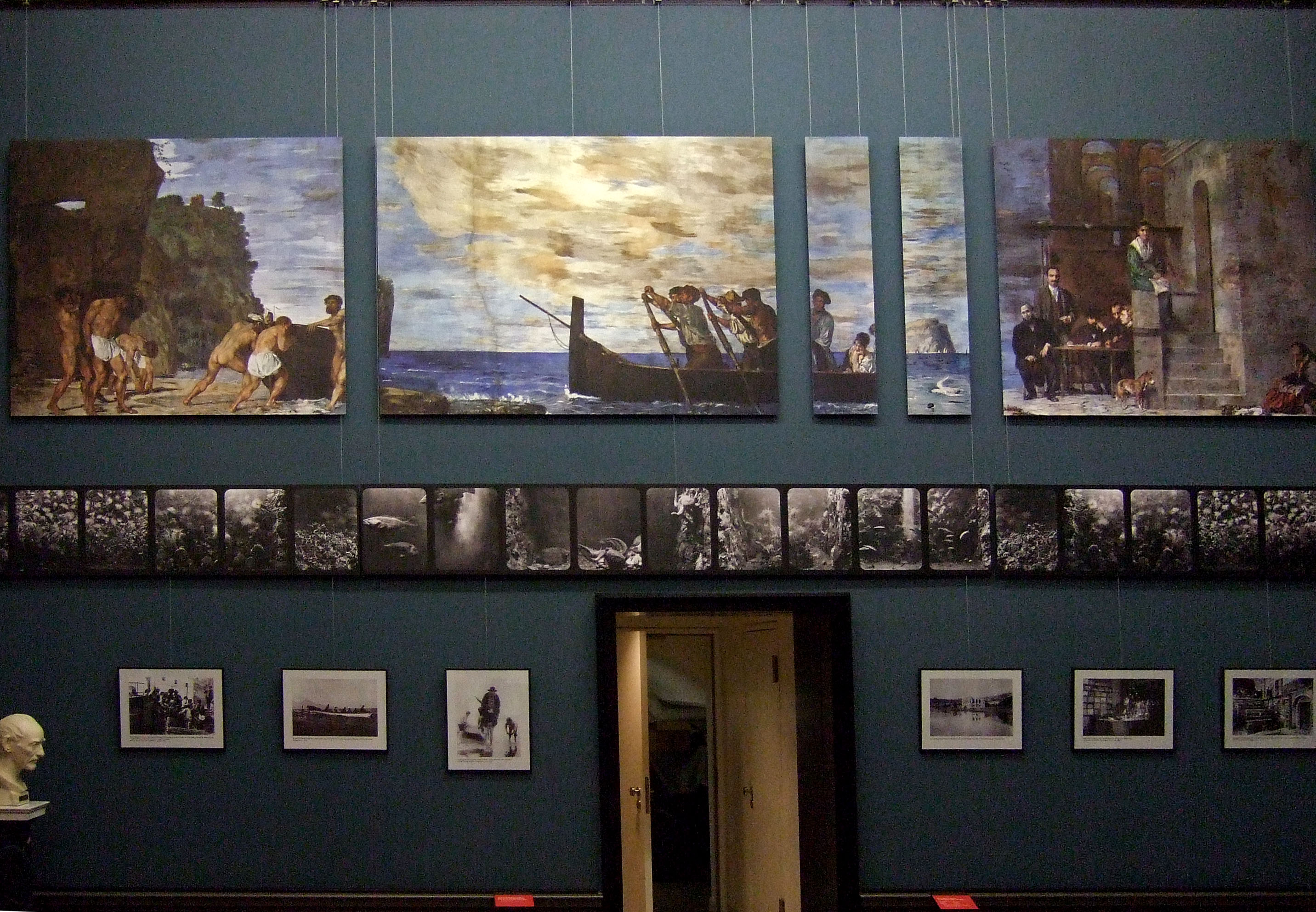
A régi berlini múzeum rekonstrukciója fent Marées táblaképeivel

## Művei (válogatás)
- Diána fürdője (1863; Neue Pinakothek, München)[12]
- Esti erdei jelenet (1870 körül) (Kunsthalle, Bréma)[13]
- Önarcképe Adolf von Hildebrand és Charles Grant (1841–1889) skót költő és az angol irodalom magántanára társaságában (1873); Von der Heydt Museum,(wd) Wuppertal)[14]
- Narancsszedők (1878–83; Alte Nationalgalerie, Berlin)[15]
- Paris ítélete (triptichon; 1880–81; Nationalgalerie, Berlin)[16]
- Aranykor (Neue Pinakothek, München)[17]
- A nápolyi biológiai intézet falképei (1873–74) (Anton Dohrn Zoológiai Kutatóállomás(wd) történelmi könyvtára és olvasóterme)[18]

## Galéria

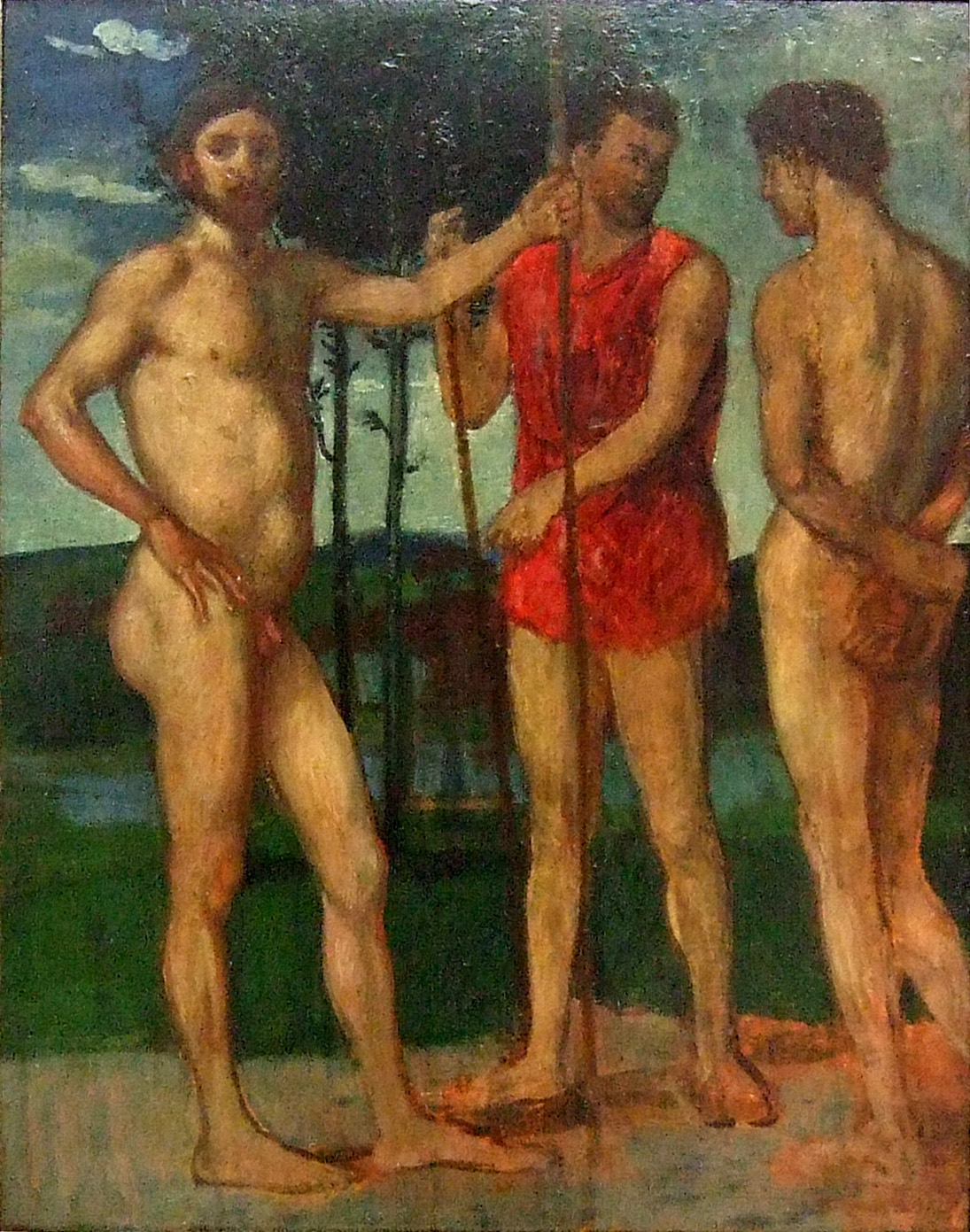
Három férfi (1874)
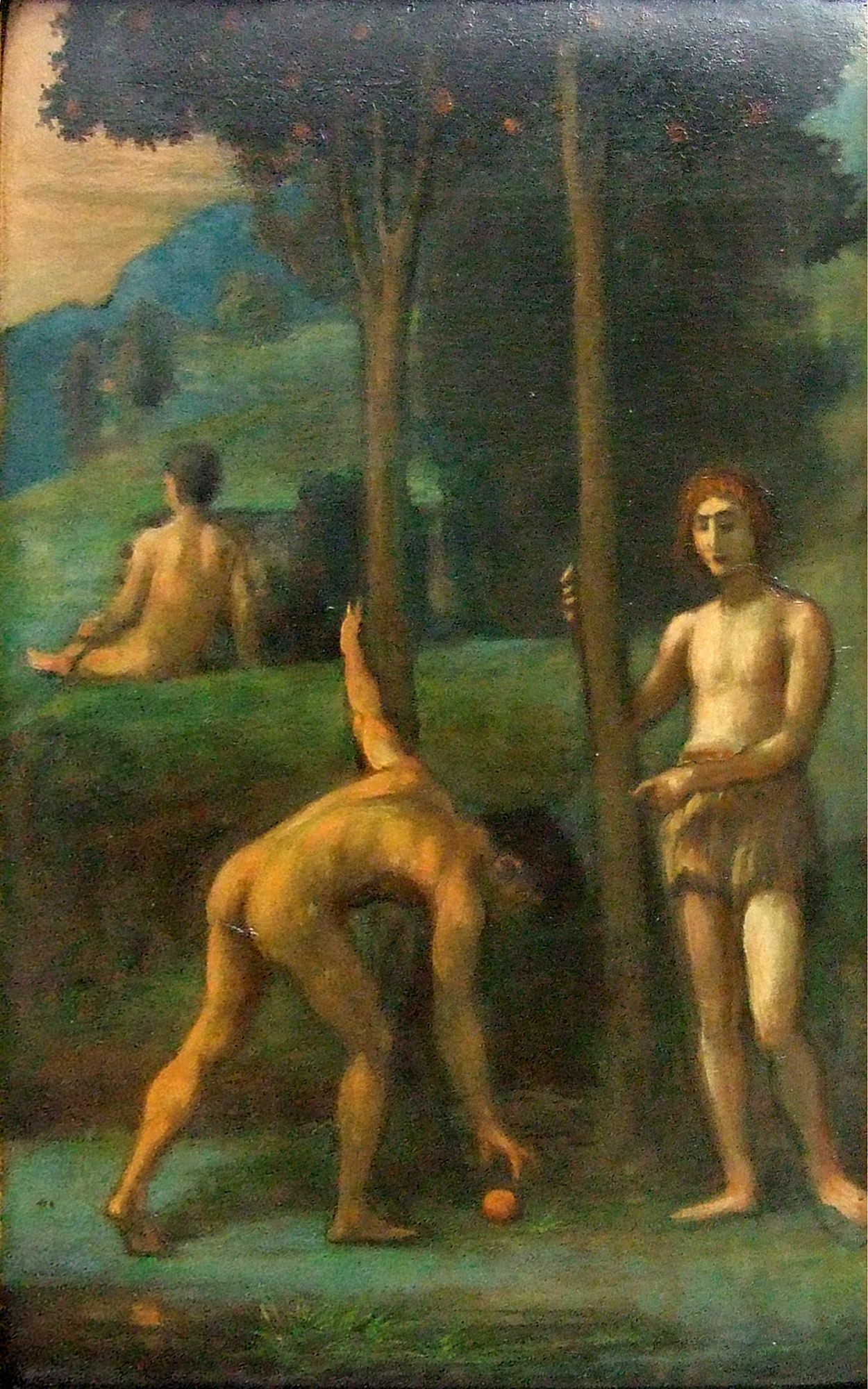
Narancsszedők (1878-83)
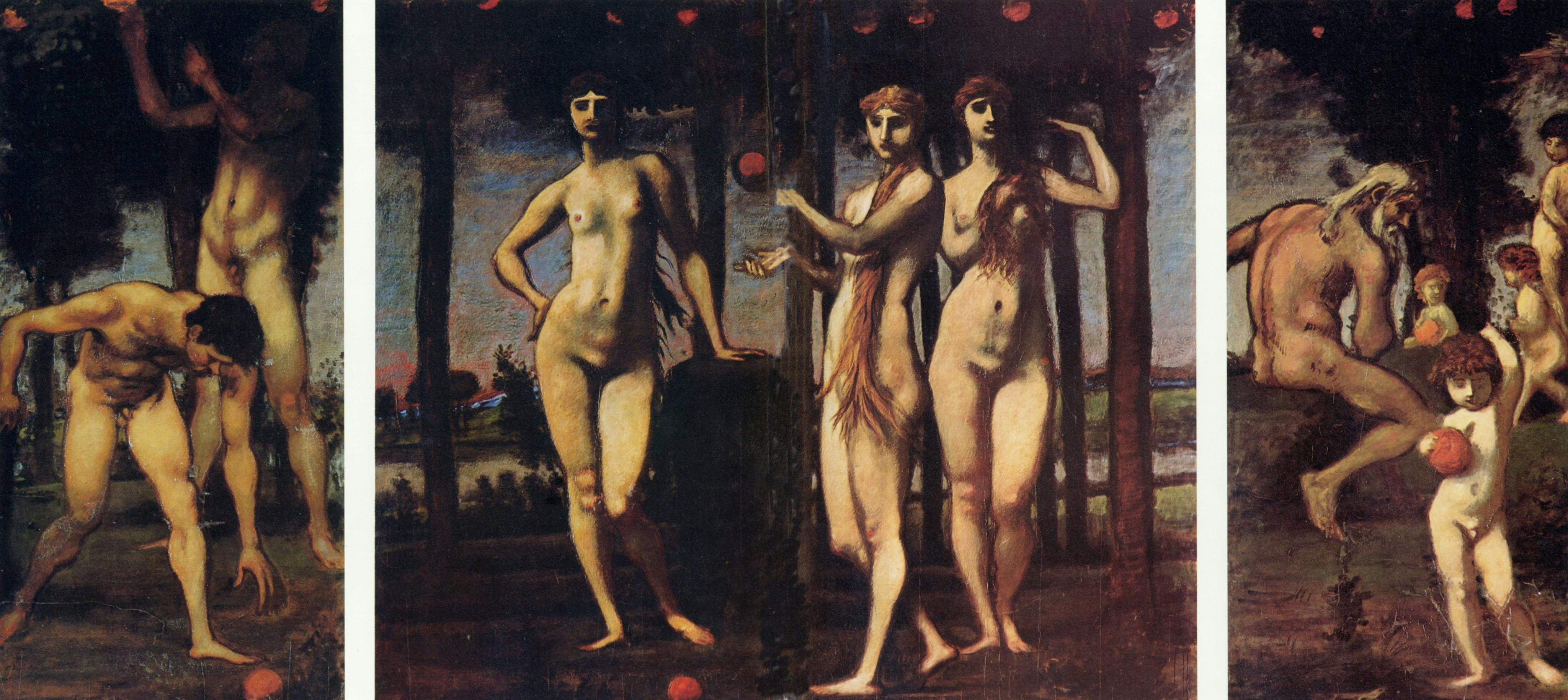
Heszperiszek (1884; triptichon)
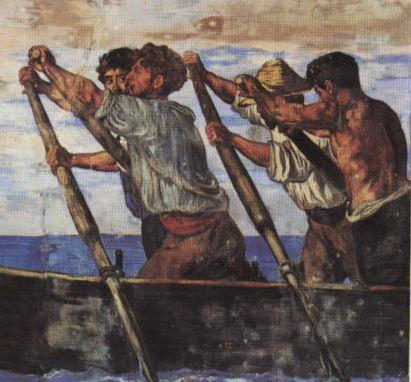
Evezősök (freskórészlet; 1873)